# The Dean Martin Show
Il The Dean Martin Show è stato un programma televisivo di varietà/commedia andato in onda negli Stati Uniti d'America sulla NBC dal 1965 al 1974, per un totale di nove stagioni. Il programma era condotto da Dean Martin e diretto da Greg Garrison.

## Sequel
Nel 1974, fino al 1984, è andato in onda il The Dean Martin Celebrity Roast, un programma che alternava spezzoni del The Dean Martin Show a serie di speciali inediti.